# Maciej de Miechów
Maciej de Miechów (Miechów, 1457-Cracovia, 8 de septiembre de 1523) fue un erudito, profesor, historiador, cronista, geógrafo, médico, alquimista, astrólogo y canónigo polaco. Entre sus labores más notables, se desempeñó como erudito del Renacimiento en Polonia, profesor de la Universidad Jaguelónica y médico particular del rey Segismundo I Jagellón el Viejo.

## Biografía
Nacido en la ciudad polaca de Miechów en 1457, Maciej estudió en la Universidad Jaguelónica (también conocida como la Academia de Cracovia), obteniendo su maestría en 1479. Entre 1480 y 1485 estudió en el extranjero y a su regreso se convirtió en profesor de su alma mater, donde ejerció como rector en ocho ocasiones  entre 1501 y 1519. Durante su trayectoria en la institución también ofició en dos ocasiones como vicerrector.
Su obra Tractatus de duabus Sarmatiis (Tratado de las dos sármatas) se considera la primera descripción geográfica y etnográfica exacta de la región de Europa oriental, aunque argumentaba que no existían cadenas montañosas en la zona, algo que años más tarde fue refutado con el descubrimiento de los Montes Urales. La obra sin embargo proporcionó la primera descripción sistemática de las tierras entre los ríos Vístula, Don y el mar Caspio. Este trabajo fue replicado por el cronista Jan Długosz y se encargó de popularizar en el extranjero el mito del sarmatismo: que la nobleza polaca (szlachta) son descendientes de los antiguos sármatas.
El tratado Chronica Polonorum (Crónica Polaca) se convirtió en la obra más amplia y desarrollada sobre la historia y la geografía polacas. Sus dos tratados impresos sobre medicina Contra pestem sevam regimen y Conservatio sanitatis se convirtieron en una guía para combatir las epidemias y sobre el beneficio de la sanidad.
También escribió otras obras, muchas de las cuales aparecieron sólo en manuscritos y no fueron impresos durante su vida, como su biografía de San Juan Cancio. Maciej falleció el 18 de septiembre de 1523 en la ciudad de Cracovia, capital del Reino de Polonia (periodo conocido como la Era Jagellón).

## Obras destacadas

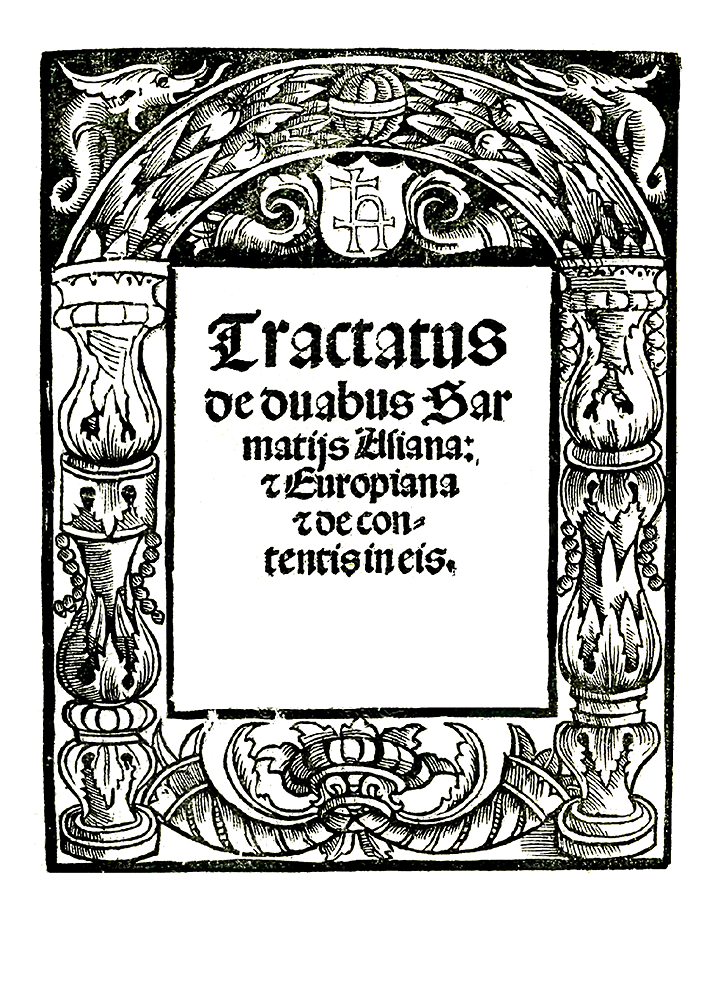
Portada de la obra Tractatus de duabus Sarmatis Europiana et Asiana et de contentis in eis

- Contra pestem sevam regimen, 1508;
- De sanguinis missione, 1508;
- Conservatio sanitatis, 1512;
- Tractatus de duabus Sarmatis Europiana et Asiana et de contentis in eis, 1517;
- Chronica Polonorum, impreso en 1919 y 1921.